# W. R. Boyce Gibson
Pour les articles homonymes, voir Boyce et Gibson.
William Ralph Boyce Gibson (15 mars 1869 - 2 avril 1935) est un philosophe britannique.

## Biographie
Né à Paris, il est le fils de William Gibson, ministre méthodiste, et de son épouse Helen Wilhelmina, fille de William Binnington Boyce.
Il a épousé Lucy Judge Peacock en 1898 ; ils eurent cinq enfants.
Gibson est un défenseur de l'idéalisme personnel.

## Publications
- A Philosophical Introduction to Ethics (1904)
- Rudolf Eucken's Philosophy of Life (1906)
- The Problem of Logic (1908, 1914)
- God with Us: A Study in Religious Idealism (1909)